# Тричаклунський турнір
Тричаклу́нський турні́р — змагання між трьома представниками шкіл Гоґвортс, Бобатон та Дурмстренг у серії книжок авторки Джоан Ролінґ про Гаррі Поттера.
Не завжди директори шкіл були чесними. Тож можливо директор Дурмстренгу Ігор Каркаров і директорка Бобатону мадам Максім розповіли про завдання турніру своїм вихованцям.
На турнірі також можна було зробити ставки на чемпіонів. Так відомий діяч Лудо Бегмен заклався з гоблінами, що на Тричаклунському турнірі переможе Гаррі Поттер.

## Історія створення Тричаклунського турніру
Про це дізнаємося від директора Гоґвортсу Албуса Дамблдора.
Турнір було започатковано приблизно сімсот років тому від подій книги "Гаррі Поттер і келих вогню" трьома найбільшими в Європі чаклунськими школами — Гоґвортсом, Бобатоном та Дурмстренгом. Кожна школа визначала одного свого представника, що наступні три місяці захищав честь рідної школи у виконанні трьох магічних завдань. Що п'ять років кожна школа почергово приймала у себе учасників турніру, і це вважалося найкращим засобом налагодження контактів між юними чаклунами різних національностей. 
Проте згодом у турнірі значно зросла смертність. Тому проведення турніру було припинено. Було здійснено кілька спроб відновити традицію, та вони не закінчилися успіхом. Чергову спробу було здійснено під час подій книги "Гаррі Поттер і келих вогню". Не можна вважати й цю спробу вдалою, оскільки хід проведення турніру було порушено завдяки Смертежерам — табору Волдеморта, що намагалися відновити сили свого лідера. У результаті загинув учасник турніру Седрик Діґорі.

## Проведення Тричаклунського турніру в книзі "Гаррі Поттер і келих вогню"
У перший день перебування учнів у новому навчальному році у Гоґвортсі за святковою вечерею директор Албус Дамблдор повідомив усіх, що цього року школі випала велика честь — "в наступні три місяці" проводити "змагання, які не відбувалися вже понад сторіччя".
Проведення турніру викликало ажіотаж в родині Візлів, що дізналися про новину раніше учнів Гоґвортсу тому, що Артур і Персі Візлі працювали в Міністерстві магії. Брати й мати при прощанні біля Гоґвортс-Експресу натякали Ронові на незвичні події, що відбуватимуться в школі цього року:
|  | Може, я побачуся з вами раніше, ніж ви думаєте, — всміхнувся Чарлі, обіймаючи Джіні - Як це? — відразу зацікавився Фред - Побачите, — відповів Чарлі. — Тільки не кажіть нічого Персі...бо це, зрештою, "таємна інформація, поки в міністерстві не буде вирішено її оприлюднити" - Я сам би хотів цього року побути в Гоґвортсі, — сказав Білл, тримаючи руки в кишенях і сумовито поглядаючи на поїзд. - Чому? — нетерпляче спитав Джордж - Це буде дуже цікавий рік, — сказав Білл і очі в нього заблищали. — Може, мені вдасться знайти вільний час, щоб приїхати й трохи на це подивитися... |

|  | - немає за що, діти, — озвалася місис Візлі. - Я б запросила вас на Різдво, але...ви ж, мабуть, захочете лишитися в Гоґвортсі через...через те чи те. |

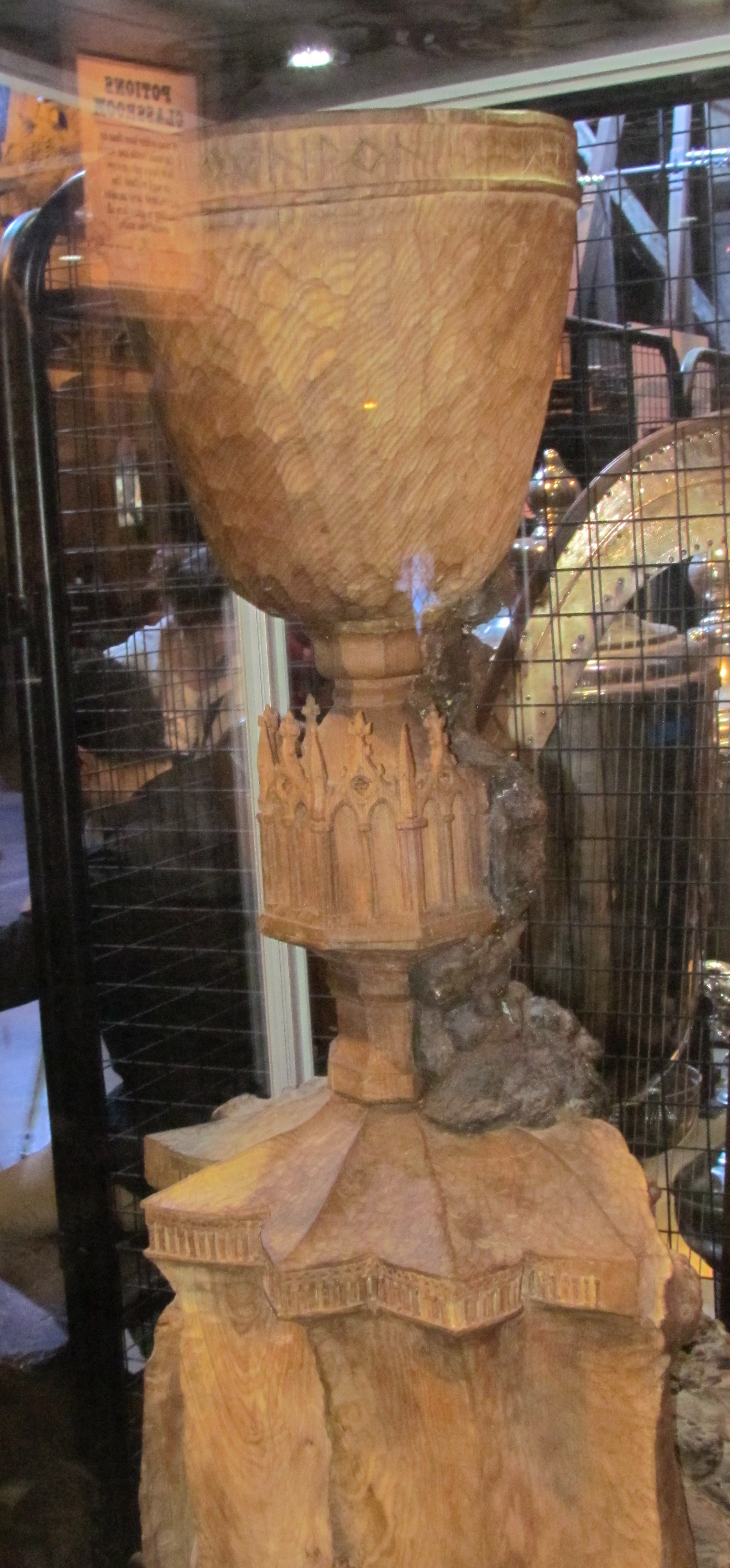

Звісно, кожному учневі хотілося стати представником своєї школи, адже в разі перемоги той отримає грошову винагороду і славу. Проте брати участь у змаганні дуже небезпечно, про що писалося вище (учень мав бути надзвичайно сміливим, а крім того володіти чаклунською майстерністю, вмінням логічного мислення та здатністю долати небезпеки). Тому дозволено було стати представником магічної школи тим, хто досяг 17-ліття. Для цього було використано Келих Вогню — грубо обтесана дерев'яна чаша, яка була наповнена мерехтливими язиками біло-синього полум'я, що на власний розсуд обирала гідного учня та вікової межі перед кубком, що не дозволяла брати участь у конкурсі замолодих учнів.
Делегації Бобатону та Дурмстренгу прибули до Гоґвортсу в 30 жовтня. Представники Бобатону прибули на велетенській зеленаво-блакитній кареті, запряженій двадцятьма крилатими кіньми завбільшки як слон, а Дурмстренгу — на кораблі.
Учням, що бажали брати участь у турнірі було надано 24 години надати Келихові Вогню свою кандидатуру на розгляд. На Гелловін Кубок мав обрати трьох претендентів. Ними стали:
- Гоґвортс — Седрик Діґорі
- Дурмстренг — Віктор Крум
- Бобатон — Флер Делякур

Проте неочікувано Келих обрав ще одне ім'я — Гаррі Поттера, хоч той і переконував всіх, що не надавав своєї кандидатури (адже йому ще нема сімнадцяти років, а вікову межу неможливо було подолати, що довів досвід Фреда та Джорджа Візлів). Проте було вирішено, що Поттер став четвертим претендентом на Тричаклунський кубок.
Суддями було обрано:
- Албус Дамблдор — директор Гоґвортсу
- Олімпія Максім — директорка Бобатону
- Ігор Каркаров — директор Дурмстренгу
- Лудо Беґмен — начальник відділу магічної фізкультури і спорту Міністерства магії
- Барті Кравч — Голова департаменту міжнародного товариства Міністерства магії (пізніше був замінений Персі Візлі)

## Завдання та Різдвяний бал

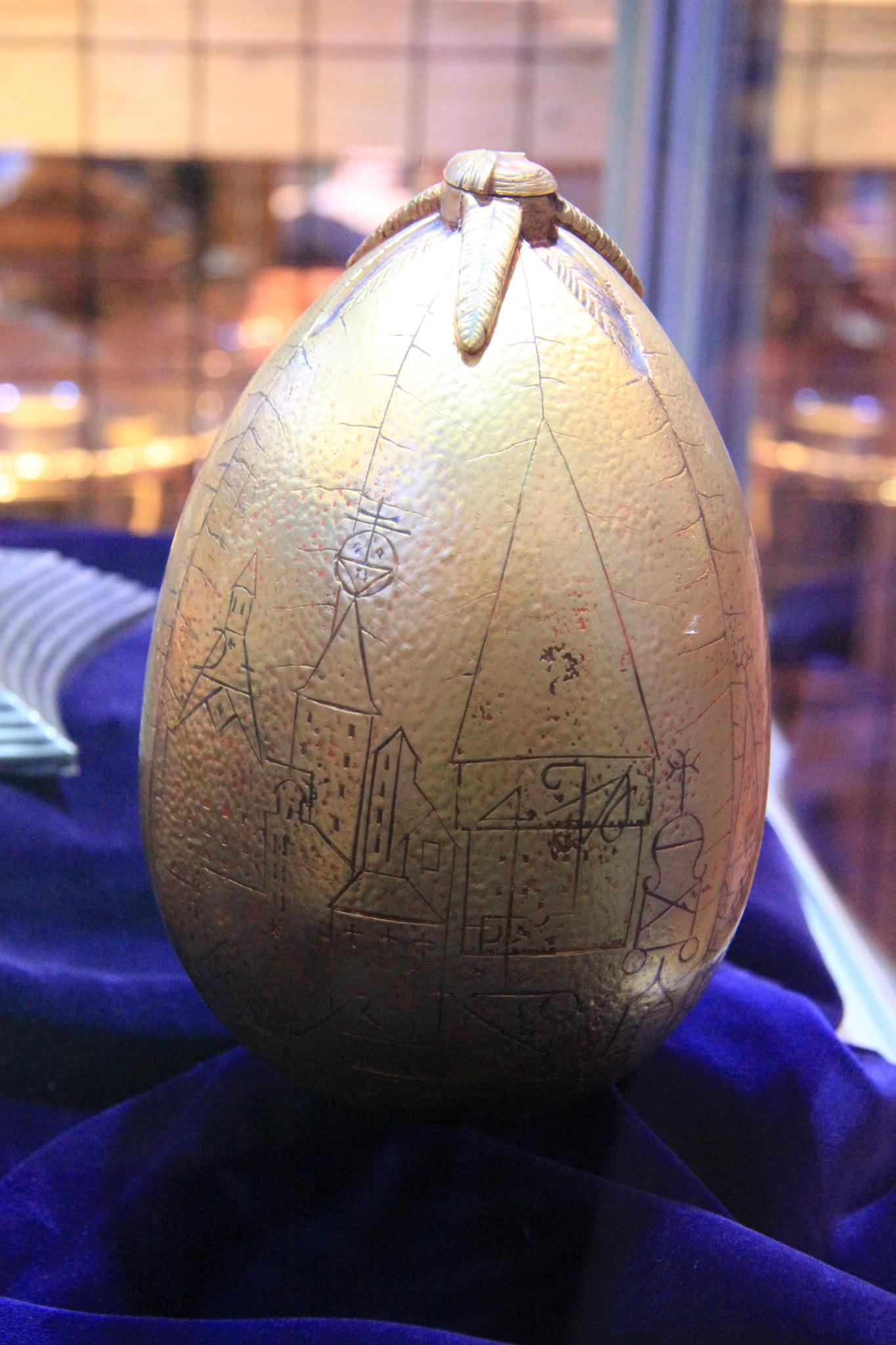

Завдання №1 — Кожен учасник Тричаклунського Турніру витягає з мішечка мініатюрного живого дракона. На полі для квідичу учасники повинні забрати яйце в обраного дракона, без допомоги зайвих предметів, крім чарівної палички. Седрик Дігорі хотів здобути яйце за допомогою трансфігурації, він перетворив камінь на собаку, сподіваючись відвернути дракона. Флер Делякур спробувала загіпнозувати дракона. Віктор Крум поцілив дракону в очі закляттям, але оскільки він роздавив половину своїх справжніх яєць, йому зняли за це бали. Гаррі Поттер викликав свою мітлу "Вогнеблискавку" заклинанням "Акціо".
Завдання №2 — Потрібно було звільнити своїх друзів (вони були непритомні) з озера, за певний час. Гаррі використав жаборості, у нього з'явилися перетинки між пальцями, ступні перетворилися на плавники, а на шиї виросли жабри, з допомогою яких він дихав під водою. Флер Делякур застосувала бульбашкоголові чари, як і Седрик Діґорі. Віктор Крум використав недовершену форму трансфігурації й замість того, щоб перетворитися на акулу, трансфігурував свою голову.
Завдання №3 — Кожному учаснику потрібно було пройти по лабіринту, через величезних павуків, живий живопліт та Сфінкса. Потім дістатися до кінця лабіринту, де стояв Келих Вогню. 
Різдвяний бал — Різдвяний бал під час Тричаклунського Турніру починали Чемпіони. Гаррі був з Парваті, Седрик з Чо, Віктор Крум з Герміоною Ґрейнджер, Флер Делякур з Роджером Девісом. Потім приєднувалися інші пари. А пізніше виступав гурт "Фатальні сестри".